# Celestino Alves
Celestino Alves (Currais Novos, 6 de abril de 1929 - 10 de dezembro de 1991) foi um poeta, escritor, compositor popular, comerciante, locutor de rádio e cordelista brasileiro.

## Vida e obra
Nascido na Fazenda Namorados, no município de Currais Novos, interior do Rio Grande do Norte, era filho de Tomaz Alves dos Santos e de Francisca Maria de Jesus. Em suas obras, apresenta a vida do homem sertanejo e sua vivência com a seca, a partir de relatos sobre a luta pela sobrevivência nos sertões nordestinos e dos reflexos vividos durante sua infância e adolescência.
Considerado como um escritor versátil, encontram-se vários gêneros escritos. São temas de ordem lírica, cultural, religiosa e social. Os temas religiosos são abundantes: homenagem aos santos, à fé em Jesus Cristo, à confiança em Deus. Nos temas socio-culturais, ele destacou a violência, o flagelo da seca, a vaquejada e o cangaço.
Celestino foi um homem que viveu intensamente sua região. Os problemas do Nordeste sempre o preocuparam. Acreditava que, para haver uma mudança no cenário de vida do nordestino, era preciso uma perspectiva na política, através de uma ação de solidariedade e de melhor distribuição de renda. De forma honrosa, manteve um bom casamento com a sua grande companheira Rosilda e soube criar seus 15 filhos, repassando todo o seu legado de grande homem que foi.
Sempre usou bom senso e objetividade quando do desempenho de suas funções na defesa dos mais "desamparados da sorte".
Sensível ao progresso, tinha uma larga visão em seus pronunciamentos e escritos. Naquela época, já defendia a Transposição do Rio São Francisco:
"No meu entender, não há tempo para pensar duas vezes, é mobilizar a maior quantidade de tratores que se possa, com firmas empreiteiras, da União, dos Estados, dos municípios e mesmo das propriedades da região, localizá-los nas imediações da Barragem de Sobradinho, no Rio São Francisco, marcar o rumo do alto Piranhas, na Paraíba, passando pelo Alto Pajeú, no Pernambuco, escavando o chão e levando água. À proporção que a água for entrando pelo sertão adentro, vai gerando riquezas e dando mão-de-obra, tirando o homem da emergência e levando-o ao trabalho produtivo". ("O Nordeste e as secas", Brasília, Gráfica do Senado Federal, 1983, p. 10)
Seu espírito guerreiro e sua luta em favor dos mais pobres fizeram a diferença. Era um autodidata e grande pesquisador da cultura do sertanejo, a exemplo de Guimarães Rosa e de Antônio Francisco Teixeira de Melo.
Dentre as muitas atividades que assumiu, destacam-se:
- presidente da Associação Estadual de Poetas Populares do Rio Grande do Norte (AEPP), em 1988;
- funcionário público, exercendo a função de Guarda Fiscal;
- funcionário federal (FOMENTO Ginásio Agrícola);
- mestre de obras na construção civil, em Brasília;
- vereador da Câmara Municipal de Currais Novos, entre 1967 e 1971.

Novamente em Currais Novos, voltou a ser comerciante pois o emprego público não lhe oferecia tantas oportunidades. Era vendedor de redes e cobertores.
Foi, durante oito anos, comentarista agrícola e econômico da Rádio Ouro Branco, atuando no programa "Domingo Total" e era uma dos âncoras mais bem sucedidos das vaquejadas que aconteciam na cidade por ocasião da Festa de Sant'Ana.
Como vereador, apresentou inúmeros requerimentos visando a melhoria das condições de vida da população, na época com crescimento urbano muito elevado devido ao "auge" da economia mineradora do município.
A abordagem dos fatos, em todos os gêneros literários, é rica em detalhes em todas as obras de Celestino. O escritor incorporou a história oral e o seu testemunho como fontes essenciais para sua bem sucedida carreira na literatura.
Escreveu quatro livros, em prosa:
- O Nordeste e as Secas - 1983;
- Retoques da História de Currais Novos - 1985;
- Vaqueiros e Vaquejadas - 1986;
- Matutos e Tropeiros - 1989.

Em um dos livros, Retoques da História de Currais Novos (1985), uma história chama a atenção do leitor. Celestino relatou um drama pessoal, ao relatar a tragédia ocorrida na tradicional procissão de Nossa Senhora de Fátima, em Currais Novos. No dia 13 de maio de 1974, um ônibus desgovernado atropelou a multidão que acompanhava a festividade. Vinte e quatro pessoas morreram e mais de cem ficaram feridas. Celestino descreveu o drama do desaparecimento de uma filha e o medo de ela estar entre as vítimas fatais do acidente. A agonia parou quando ela foi encontrada horas após o desastre.
Incontáveis poemas desfilam em sua produção. Tendo produzido diversos folhetos, destacam-se as homenagens aos ícones, anônimos ou não, da identidade nacional. Destacam-se:
- O ouro em Serra Pelada e a luta dos garimpeiros - 1984;
- O menestrel do Seridó - homenagem ao senador Dinarte Mariz em 1984;
- Doutor Tancredo Neves, uma vida pela democracia - 1995;
- Zumbi, o rei dos Palmares - 1998.

Produziu Literatura de Cordel, destacando- se pela maestria na criação de versos. A presença de vida em meio aos tempos de seca, a exemplo dos cactos, institui um clima de perseverança, contrastando com a melancolia crepuscular do ambiente hostil. No poema Seca, Celestino volta- se inicialmente para Deus, numa reflexão incontida, diante da tragédia causada pela falta de chuva.
Na década de 1980, Celestino morou no Distrito Federal. Continuou com a sua obra em vigor, em destaque para a homenagem escrita em literatura de cordel ao jornalista Mário Eugênio, assassinado em 1984 por denunciar as barbáries causadas por integrantes da Polícia Militar do Distrito Federal.
Apesar de estar em plena atividade, enfrentou problemas de saúde nos últimos dois anos de sua vida. Faleceu no dia 10 de dezembro de 1991, aos 62 anos de idade, de câncer.
Celestino Alves é pai da atual vereadora do município de Currais Novos, Maria Aparecida Alves Othon do Partido Trabalhista do Brasil, PTB, mais popularmente conhecida como Dadá do Hospital.